# Річард Деґенер
Річард Деґенер (англ. Richard Degener, 14 березня 1912 — 24 серпня 1995) — американський стрибун у воду.
Олімпійський чемпіон 1936 року, бронзовий медаліст 1932 року.